# Deutsch Junior
Deutsch Junior – czasopismo wydawane przez Polskie Media AmerCom od 20 września 2001 do 16 września 2004. Pozwalało dziecku uczyć języka niemieckiego z bohaterami serialu Animaniacy. Do każdego numeru dołączono kasetę, a do kilku numerów (np. 3) segregator.
Z powodu spadku popularności wydano 16 września 2004 ostatni (79) numer czasopisma. Miało się ukazać 112 numerów (ostatni, 112., miał się ukazać 22 grudnia 2005).

## Logo
Logo czasopisma składało się z flagi Niemiec, obok flagi niebieski napis DEUTSCH z białym obramowaniem. Napis był na żółtym tle.